# 1000000
一百萬（1,000,000）是大於 999,999 又小於 1,000,001 的自然數。它的科學記數法會寫成106 。在中華人民共和國，這個數值可以使用国际单位制词头兆（mega）表示物理量（其他用法）。
在中文的使用上，由於使用萬進制，因此一百萬的數值以100個萬代表。而在以英文等使用拉丁字母的語文的使用上，由於使用千進制，因此一百萬的數值是專用的詞語代表。這個詞語的來源是意大利文的 milione，原意是「巨大的一千」（一千说 mille）。

## 數學
- 百萬分率：即百萬分之一，常用於質量及容量

## 流行文化
「百萬」有時泛指「很多」的意思，並非指1,000,000這個數值。
其他與「百萬」有關的事物：
- 《百萬富翁》：一個遊戲節目，最高獎金通常為一百萬當地貨幣，因而得名
- 百萬行：香港公益金的步行籌款，初時以籌款一百萬港元為目標，因而得名
- 百萬大道：位於香港中文大學本部中央的一個長條形空地
- 《百萬企鵝》：一個透過互聯網集體創作文學作品的Wiki計劃
- 百萬網：一個英國人籌措大學學費的計劃